# جوش فيليبس
جوش فيليبس (بالإنجليزية: Josh Phillips)‏ (6 نوفمبر 1991 بسياتل في الولايات المتحدة - ) هو لاعب كرة قدم أمريكي في مركز الدفاع. لعب مع نادي كولورادو سبرينغس وCrossfire Redmond ‏ ونادي توكسون وSound FC (men) ‏.

## وصلات خارجية
- جوش فيليبس على موقع قاعدة بيانات كرة القدم.إي يو (الإنجليزية)